# Missão Multidimensional Integrada das Nações Unidas para a Estabilização da República Centro-Africana

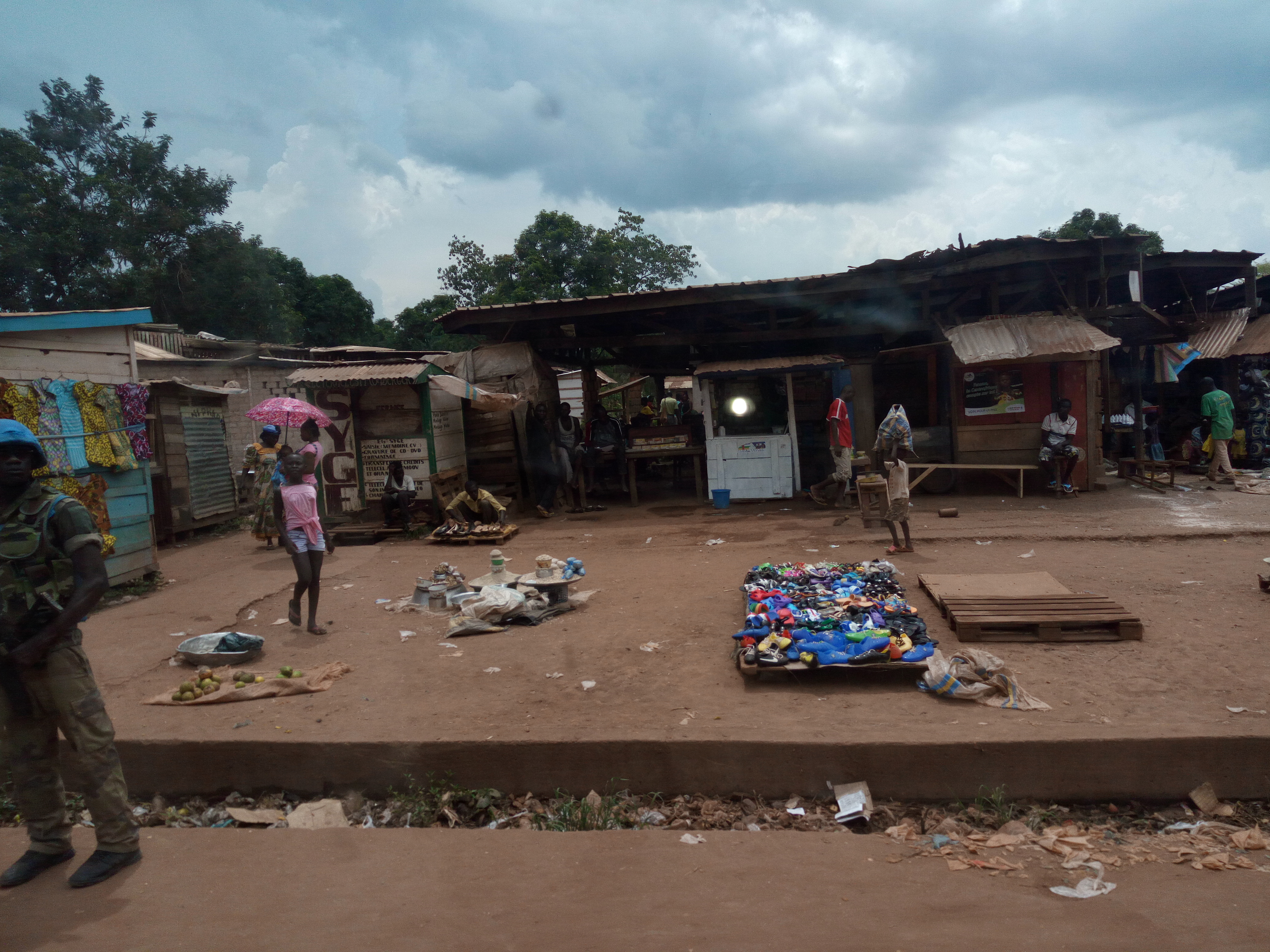
Uma rua em Bangui, capital da República Centro-Africana.

A Missão Multidimensional Integrada das Nações Unidas para a Estabilização da República Centro-Africana (em inglês:  United Nations Multidimensional Integrated Stabilization Mission in the Central African Republic; em francês:  Mission multidimensionnelle intégrée des Nations unies pour la stabilisation en Centrafrique, MINUSCA) é uma missão de manutenção da paz das Nações Unidas, iniciada em 10 de abril de 2014 para proteger os civis da República Centro-Africana da violenta guerra civil que ocorre no país.. Sucedeu a força de paz da União Africana de 6.000 pessoas, conhecida como Missão Internacional de Apoio à República Centro-Africana (MISCA), numa transferência de responsabilidade para a missão de paz da ONU e entrou em operação em 15 de setembro de 2014.